# Elana Toruń
Elana Toruń (offiziell Toruński Klub Piłkarski Elana Toruń) ist ein Fußballverein aus der polnischen Stadt Toruń (deutsch Thorn) in der Woiwodschaft Kujawien-Pommern. Er wurde 1968 gegründet und ist ein reiner Fußballverein. Zurzeit spielt der Verein in der vierthöchsten Spielklasse. 

## Geschichte
In den 1990er-Jahren spielte der Verein vier Jahre in der zweiten Liga. Nach dem Abstieg 1998/99 wurde der Verein in der nächsten Saison unter dem Namen Toruński KP neu gegründet. Es folgte ein kurzzeitiger Abstieg in die vierte Liga. In der Saison 2007/08 bekam der Verein seinen alten Namen Elana Toruń zurück und qualifizierte sich für die neue dritte Liga. 2013 stieg man nach neun Jahren Drittklassigkeit erneut in die vierte Liga ab. 2018 kehrte man in die dritte Liga zurück, in der man sich zwei Jahre lang halten konnte.
Die Frauenfußballabteilung gelangte 2002 in das Halbfinale des Pokals. Im selben Jahr stieg die Mannschaft in die höchste Spielklasse der Frauen auf, wo sie zwei Saisons lang spielte. Nachdem man in 2005 in den Aufstiegsspielen zur ersten Liga gescheitert war, trat man in der Folgesaison nicht mehr an.

## Erfolge

### Männer
- Vier Spielzeiten in der zweiten Liga: 1993/94, 1996/97, 1997/98, 1998/99
- Erreichen des Sechzehntelfinales im polnischen Pokal: 1990/91
- Gewinn des regionalen Pokals der Woiwodschaft Kujawien-Pommern: 1999/2000, 2005/06, 2017/18

### Frauen
- Zwei Spielzeiten in der Ekstraliga Kobiet: 2002/03, 2003/04
- Erreichen des Halbfinales im Pokal: 2001/02